# Kanónenfutr
Kanónenfutr (z německého slova Kanonenfutter – potrava pro děla) je pojem vojenského slangu pro vojáky, určené pro bojové úkoly, jež s velkou pravděpodobností povedou k jejich smrti.
Takovéto použití zpravidla špatně vyzbrojených a vycvičených jednotek může být součástí vojenské taktiky, ať už jde o jejich obětování za účelem odvedení pozornosti, o tzv. prosté zahlcení obrany (kdy se útočník smíří s obrovskými ztrátami za předpokladu, že jeho útok nedokáže nepřítel adekvátní způsobem pokrýt palbou a prostě bude převálcován pouhými počty) či o dlouhodobé opotřebovávací boje (kdy útočník akceptuje předpoklad obrovských ztrát na své straně na základě kalkulace, že nepřítel utrpí ještě větší ztráty, resp. ztráty možná i menší, ale pro něj bolestivější a hůře nahraditelné). 
Pojem byl často používán obecně ve vztahu k řadovým jednotkám pěchoty v 18. a 19. století a za první světové války, která byla (zejména na západní frontě) charakteristická rozsáhlými opotřebovacími boji, pro něž byly typické obrovské ztráty bez relevantních územních změn, i pro pěchotu ve službách bezohledných velitelů, kteří tuto či podobné taktiky vyznačující se bezohledností k vlastním ztrátám používali před první světovou válkou (např. pro pěchotu v řadách osmanských vojsk prakticky po celou dobu jejich existence a pro pěšáky sloužící Bedřichu II. a později ve vztahu k příslušníkům Rudé armády). 
Německá armáda se v II. světové válce pokusila využít tímto způsobem politické odpůrce i zločince bez velkého úspěchu jako tzv. trestní divize. Mnohem úspěšnější a důslednější byla v tomto ohledu právě Rudá armáda a její trestné oddíly, nasazované v prvním sledu jejich vojsk.
Íránská armáda posílala špatně vyzbrojené a vycvičené rekruty na jistou smrt ve válce proti Iráku (1980–1988), který v té době podporovaly západní státy i země sovětského bloku. 
Je nutno si uvědomit, že pohled na pěšáky jako na kanonenfutr je v současné době považován za obecně zastaralý a minimálně v západní civilizaci též za nemorální a není součástí oficiálních vojenských doktrín. Smysl má tato taktika pouze u nevycvičených, nepříliš ceněných a snadno nahraditelných jednotek (resp. v případě, kdy vlastní jednotky mají podstatně nižší cenu, než nepřátelské), takže v reálu se již příliš neuplatňuje, alespoň ne v moderním světě, neboť moderní voják je příliš drahý a náročný na výcvik i vybavení a veřejnost v moderních zemích je obecně na jakékoliv ztráty citlivá. Určité rysy této filosofie lze ovšem stále nalézt u vojevůdců zaostalejších zemí, zejména pokud bojují proti moderní mocnosti, která je citlivá na ztráty svých vojáků, nebo dle některých názorů v intencích moderních armád svěřovat (je-li to možné) riskantnější a oběti přinášející válečné operace svým zaostalejším spojencům (zde však jde spíše o přenesení nevyhnutelných ztrát na někoho jiného, než o výše zmiňovaný přístup k vojákům).
Po první světové válce se slovo kanonenfutr stalo oblíbeným pojmem ve slovníku pacifistů, kteří je používají k demonstraci toho, co je podle nich klasickým vojenským myšlením.